# Kornfaß
Das Kornfaß war ein Volumenmaß in Hamburg. In der Maß- und Gewichtsordnung vom 17. August 1868 für den Norddeutschen Bund wurde die Umrechnung der Hamburger Maße in die Metrischen festgelegt:
- 1 Kornfaß = 54,96 Liter
  - 1 Hektoliter = 1,8195 Kornfaß